# Liste des conseillers départementaux de la Haute-Vienne
Pour un article plus général, voir Conseil départemental de la Haute-Vienne.
Cet article présente la composition du Conseil départemental de la Haute-Vienne ainsi que ses élus à partir de 2015. Pour les élus des mandatures précédentes, voir Liste des conseillers généraux de la Haute-Vienne.

## Composition du conseil départemental de laHaute-Vienne(42 sièges)

### Mandature 2015-2021

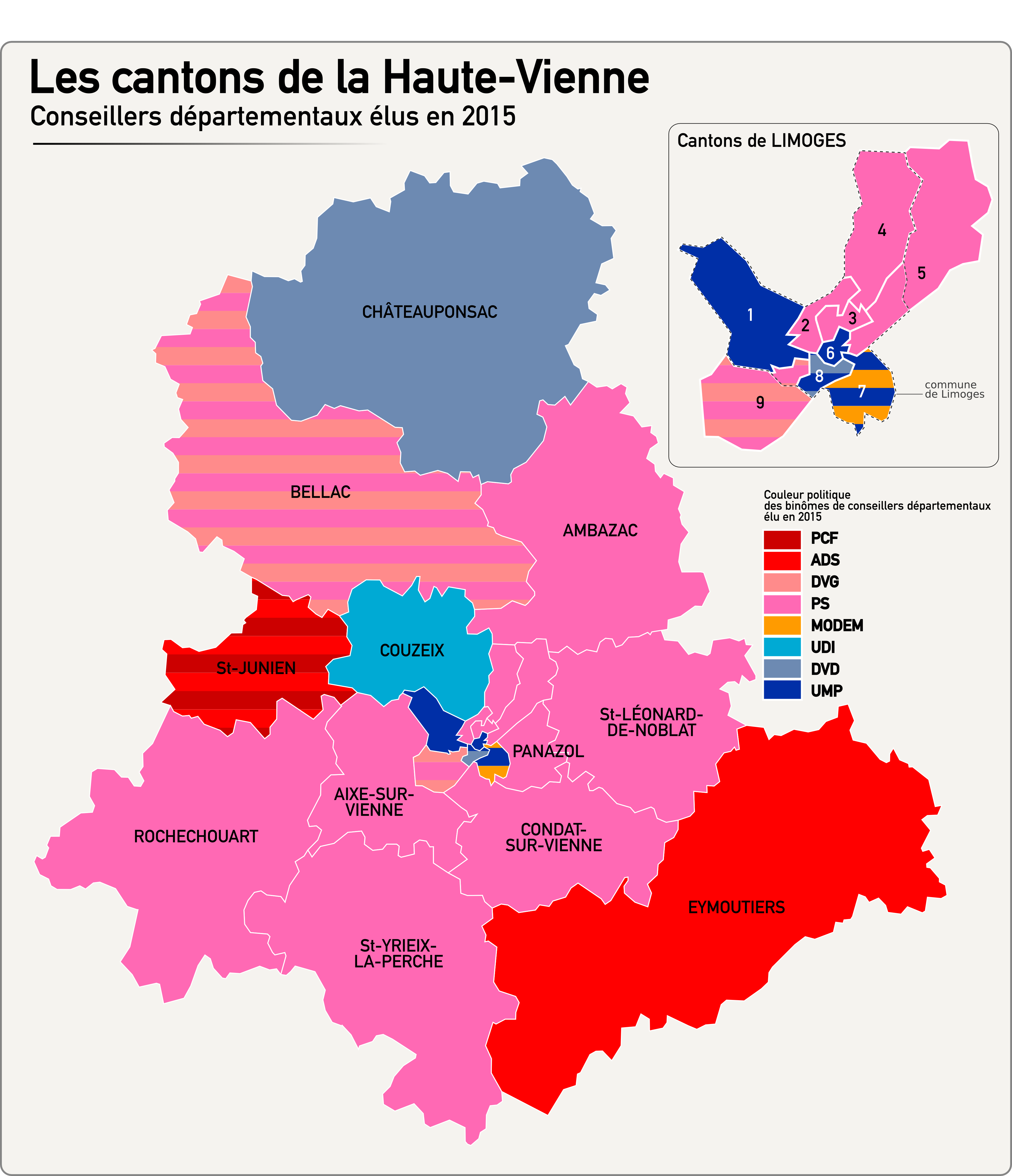
Carte des cantons à l'issue des élections départementales de 2015.

| Parti                                | Sigle | Sigle | Élus |
| ------------------------------------ | ----- | ----- | ---- |
| Majorité (30 sièges)                 |       |       |      |
| Parti socialiste                     |       | PS    | 24   |
| Alternative démocratie socialisme    |       | ADS   | 3    |
| Divers gauche                        |       | DVG   | 2    |
| Parti communiste français            |       | PCF   | 1    |
| Opposition (12 sièges)               |       |       |      |
| Union pour un mouvement populaire    |       | UMP   | 6    |
| Divers droite                        |       | DVD   | 3    |
| Union des démocrates et indépendants |       | UDI   | 2    |
| Mouvement démocrate                  |       | MoDem | 1    |
| Président du conseil départemental   |       |       |      |
| Jean-Claude Leblois (PS)             |       |       |      |

## Liste des conseillers départementaux
| Canton                  | Conseillers départementaux     | Parti | Parti | Autres fonctions                                                          |
| ----------------------- | ------------------------------ | ----- | ----- | ------------------------------------------------------------------------- |
| Aixe-sur-Vienne         | Sylvie Achard                  |       | PS    | Maire de Saint-Martin-le-Vieux                                            |
| Aixe-sur-Vienne         | Philippe Barry                 |       | PS    | Adjoint au maire de Saint-Priest-sous-Aixe                                |
| Ambazac                 | Alain Auzemery                 |       | PS    | 1er adjoint au maire de Bessines-sur-Gartempe                             |
| Ambazac                 | Brigitte Lardy                 |       | PS    | 9e vice-présidente, Conseillère municipale à Ambazac                      |
| Bellac                  | Martine Frédaigue-Poupon       |       | PS    | Maire de Peyrat-de-Bellac                                                 |
| Bellac                  | Stéphane Veyriras              |       | PS    | Conseiller général sortant                                                |
| Châteauponsac           | Yvonne Jardel                  |       | DVD   | Conseillère générale sortante de l'ancien canton du Dorat                 |
| Châteauponsac           | Gérard Rumeau                  |       | DVD   | Maire de Châteauponsac                                                    |
| Condat-sur-Vienne       | Annick Morizio                 |       | PS    | 1re vice-présidente, conseillère municipale de Condat-sur-Vienne          |
| Condat-sur-Vienne       | Jean-Louis Nouhaud             |       | PS    | Maire de Boisseuil                                                        |
| Couzeix                 | Évelyne Fontaine               |       | UDI   |                                                                           |
| Couzeix                 | Gilles Toulza                  |       | UDI   | Adjoint au maire de Couzeix                                               |
| Eymoutiers              | Thierry Lafarge                |       | ADS   | Conseiller général sortant de l'ancien canton de Châteauneuf-la-Forêt     |
| Eymoutiers              | Jacqueline Lhomme-Léoment      |       | ADS   | 1re adjointe au maire de Saint-Genest-sur-Roselle                         |
| Limoges-1               | Christian Hanus                |       | LR    | Adjoint au maire de Limoges                                               |
| Limoges-1               | Nathalie Mézille               |       | LR    |                                                                           |
| Limoges-2               | Fabrice Escure                 |       | PS    | 8e vice-président                                                         |
| Limoges-2               | Chérifa Tlemsani               |       | PS    |                                                                           |
| Limoges-3               | Stéphane Destruhaut            |       | PS    | Conseiller municipal d'opposition à Limoges                               |
| Limoges-3               | Sandrine Rotzler               |       | PS    | 3e vice-présidente et conseillère municipale d'opposition à Limoges       |
| Limoges-4               | Marlène Laloge                 |       | PS    |                                                                           |
| Limoges-4               | Pierre Lefort                  |       | PS    |                                                                           |
| Limoges-5               | Arnaud Boulesteix              |       | PS    | 10e vice-président                                                        |
| Limoges-5               | Isabelle Briquet               |       | PS    | Maire du Palais-sur-Vienne                                                |
| Limoges-6               | Raymond Archer                 |       | LR    | Conseiller régional                                                       |
| Limoges-6               | Sarah Gentil                   |       | LR    | Adjointe au maire de Limoges                                              |
| Limoges-7               | Nadine Rivet                   |       | Modem | Adjointe au maire de Limoges                                              |
| Limoges-7               | Rémy Viroulaud                 |       | LR    | Adjoint au maire de Limoges                                               |
| Limoges-8               | Jean-Marie Bost                |       | LR    |                                                                           |
| Limoges-8               | Isabelle Debourg               |       | DVD   | Adjointe au maire de Limoges                                              |
| Limoges-9               | Gilles Bégout                  |       | DVG   | Maire d'Isle                                                              |
| Limoges-9               | Gülsen Yildirim                |       | PS    | 5e Vice-présidente                                                        |
| Panazol                 | Laurent Lafaye                 |       | PS    | 2e vice-Président et adjoint au maire de Feytiat                          |
| Panazol                 | Martine Nouhaut                |       | PS    | Adjointe au maire de Panazol                                              |
| Rochechouart            | Yves Raymondaud                |       | PS    | 6e vice-président                                                         |
| Rochechouart            | Jocelyne Réjasse               |       | PS    | Maire de Vayres                                                           |
| Saint-Junien            | Pierre Allard                  |       | ADS   | Maire de Saint-Junien                                                     |
| Saint-Junien            | Sylvie Tuyéras                 |       | PCF   | Maire de Saint-Brice-sur-Vienne                                           |
| Saint-Léonard-de-Noblat | Christelle Aupetit-Berthelemot |       | DVG   | Adjointe au maire de Saint-Just-le-Martel                                 |
| Saint-Léonard-de-Noblat | Jean-Claude Leblois            |       | PS    | président et conseiller municipal de La Geneytouse                        |
| Saint-Yrieix-la-Perche  | Stéphane Delautrette           |       | PS    | 4e vice-président et député de la seconde circonscription de Haute-Vienne |
| Saint-Yrieix-la-Perche  | Monique Plazzi                 |       | PS    | 7e vice-présidente et 1re adjointe au maire de Saint-Yrieix-la-Perche     |